# Остромецько
Остромецько (пол. Ostromecko) — село в Польщі, у гміні Домброва-Хелмінська Бидґозького повіту Куявсько-Поморського воєводства.
Населення — 991 особа (2011).
У 1975-1998 роках село належало до Бидгощського воєводства.

## Демографія
Демографічна структура станом на 31 березня 2011 року:
|          | Загалом | Допрацездатний вік | Працездатний вік | Постпрацездатний вік |
| -------- | ------- | ------------------ | ---------------- | -------------------- |
| Чоловіки | 479     | 94                 | 338              | 47                   |
| Жінки    | 512     | 93                 | 301              | 118                  |
| Разом    | 991     | 187                | 639              | 165                  |